# Stefan Merrill Block
Stefan Merrill Block (Plano, 26 febbraio 1982) è uno scrittore statunitense.

## Biografia
Nato in Texas, si è laureato all'Università del Washington nel 2004, trasferendosi poi a New York, dove vive nel quartiere Brooklyn. Ha esordito nel 2008, con il romanzo Io non ricordo (titolo originale: The Story of Forgetting), a cui hanno fatto seguito La tempesta alla porta (2011) e Oliver loving (2018), tradotti in dieci lingue, fra cui l'italiano. Ha pubblicato racconti e brevi saggi su testate quali The New York Times, The New Yorker Page-Turner, The Guardian, NPR’s Radiolab, Granta e Los Angeles Times. Stefan Merrill Block è sposato e padre di una figlia.

## Riconoscimenti
- Premio del Festival Internazionale di Roma per il miglior esordio straniero (2008)[4]
- Premio Ovidio conferito dall'Unione romena degli scrittori (2008)
- Merck Serono Literature Prize (2008)
- Fiction Award from The Writers’ League of Texas (2009)[2]

## Opere
- The Story of Forgetting, Random House, 2008 ISBN 978-08-129-7982-4
  - Io non ricordo, Neri Pozza Editore, 2008 ISBN 978-88-5450227-7
- The Storm at the Door, Random House, 2011 ISBN 978-14-000-6945-3
  - La tempesta alla porta, Neri Pozza Editore, 2011 ISBN 978-88-5450454-7
- Oliver loving, Flatiron Books, 2018 ISBN 978-12-501-6973-0
  - Oliver loving, Neri Pozza Editore, 2018 ISBN 978-88-5451699-1